# Rouges (insurrection de Janvier)

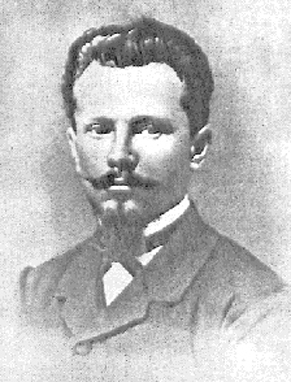
Jarosław Dąbrowski.

Les Rouges (en polonais Czerwoni) est un camp politique polonais des années 1861-1864, constitué essentiellement de démocrates républicains radicaux qui veulent recouvrir l'indépendance de la Pologne par la voie d'une lutte armée. Les Rouges prônent une alliance avec d'autres mouvements révolutionnaires en Russie et en Europe et préconisent d'importantes réformes sociales comme l'abolition du servage sans compensation pour les propriétaires fonciers.

## Programme
Le mouvement des Rouges se développe à partir des sociétés secrètes et des organisations clandestines comme le Cercle des officiers de Zygmunt Sierakowski à Saint-Pétersbourg, l'Union tripartite à Kiev ou des cercles de la jeunesse estudiantine à Varsovie. Il est soutenu par des jeunes intellectuels, des artisans, la petite bourgeoisie et des ouvriers.
Le 17 octobre 1861 se constitue à Varsovie la Délégation civique qui en juin 1862 se transforme en Comité central national (Komitet Centralny Narodowy ou KCN). L'organisation insurrectionnelle des Rouges s'étend du Royaume de Pologne sous tutelle russe vers les terres polonaises occupées par la Prusse et l'Autriche. Des contacts sont pris avec des officiers radicaux de l'armée tsariste, alors que des partisans de Ludwik Mierosławski, formés en Italie avec la bénédiction de Garibaldi, entrent clandestinement sur le territoire du royaume.
Les manifestations patriotiques se font de plus en plus fréquentes dans la capitale polonaise et l’accroissement de l'autonomie du Royaume et les reformes sociales mises en œuvre par le margrave Aleksander Wielopolski, le chef du gouvernement civil du Royaume, ne parviennent pas à calmer le climat social de plus en plus explosif. Le tsar ne prévoit pas d'extension des libertés politiques tant attendues. 
Emmenés par Jarosław Dąbrowski, les jeunes rouges intensifient leurs préparatifs révolutionnaires. Une force paramilitaire secrètement constituée prépare l'assassinat du vice-roi et de Wielopolski. 
Les conspirateurs Stefan Bobrowski et Zygmunt Padlewski projettent de frapper au printemps 1863, cependant ils se font devancer par le margrave Aleksander Wielopolski, le chef du gouvernement civil du Royaume, qui annonce le 14 janvier 1863 une conscription dans l'armée tsariste de 120 000 jeunes citadins connus de la police pour leur radicalisme. Cependant cette mesure qui est destinée à neutraliser les éléments les plus remuants et subversifs met le feu aux poudres. Les chefs des rouges décident de passer à l'action. 
Le 22 janvier 1863 le Comité central national se proclame Gouvernement national provisoire et déclare la guerre à la Russie. C'est le début de l'insurrection dite de Janvier. Pour rallier la paysannerie à la cause nationale, le gouvernement accorde aux paysans la propriété de leurs fermes et promet des récompenses sous forme de terres à tous les serfs qui rejoindront l'insurrection. 

## Personnalités
- Oskar Awejde
- Stefan Bobrowski
- Ignacy Chmieleński
- Jarosław Dąbrowski [3]
- Leon Frankowski (pl)[4]
- Apollo Korzeniowski[5]
- Agaton Giller (pl)
- Ludwik Mierosławski
- Zygmunt Padlewski (pl)
- Zygmunt Sierakowski
- Bronisław Szwarce (pl)